# 三谷一二
三谷 一二（みたに いちじ、1871年12月4日（明治4年10月22日）- 1965年（昭和40年）10月26日）は、日本の政治家、銀行員、実業家。第2代三菱鉱業会長を経て、第4代福山市長（1期）を務めた。

## 人物
福山県沼隈郡山手村（現・広島県福山市山手町）に生まれる。1889年（明治20年）4月12日、広島県福山中学校（現・広島県立福山誠之館高等学校）初等科第四級を修了。1896年（明治29年）に高等商業学校（現・一橋大学）を卒業し、三菱合資会社銀行部に入社。
1900年（明治33年）、義和団の乱に出征。1904年（明治37年）、日露戦争に出征。その後、三菱合資会社銀行部上海支店長、長崎支店長兼唐津支店長、東京本社営業部石炭課長兼東京支店長などを務めた。
1918年（大正7年）4月10日、三菱鉱業株式会社が設立され、三菱合資会社より炭鉱部、鉱山部、研究所を継承。同年5月3日、三菱鉱業の常務取締役に任ぜられ、三菱財閥の中核にあって、手腕をふるった。1924年（大正13年）5月から1936年（昭和11年）まで同社の取締役会長を務めた。また、如水会理事なども務めた。
1944年（昭和19年）9月26日、第4代福山市長に就任。1945年（昭和20年）8月8日の福山大空襲による戦災、敗戦による生活難と混乱の中で市政の重責を果たした。1946年（昭和21年）3月7日、高齢を理由に辞任。その後、「翼賛支部長」のため公職追放となる。
1965年（昭和40年）10月26日没。

## エピソード
- ボート競技にも造詣が深く、1940年（昭和15年）、戸田漕艇場オープン時のデモンストレーションに選ばれて出漕している[6]。

## 親族
長男雄一郞の妻萩枝は元海軍中将宮原二郎男爵の娘。